# Systemy ustrojowe w poszczególnych państwach

Systemy parlamentarne: Szef rządu jest wybierany lub nominowany przez organ ustawodawczy i ponosi przed nim odpowiedzialność.
Monarchia konstytucyjna z ceremonialną rolą monarchy (z wyjątkiem być może władzy rezerwowej)
Republika parlamentarna z ceremonialną rolą prezydenta
Republika parlamentarna z prezydencją wykonawczą zależną od władzy ustawodawczej
----
System prezydencki: Szef rządu (prezydent) jest wybierany w wyborach powszechnych i niezależny od władzy ustawodawczej.
Republika prezydencka
----
Systemy mieszane:
System parlamentarno-prezydencki: Prezydent jest organem wykonawczym niezależnym od legislatury; szef rządu jest mianowany przez prezydenta i odpowiada przed legislaturą.
Republika niezależna od zgromadzenia: Szef rządu (prezydent) jest wybierany przez organ ustawodawczy i nie ponosi przed nim odpowiedzialności.
----
Inne systemy:
Republika teokratyczna: Przywódca posiada znaczącą władzę wykonawczą i ustawodawczą
Monarchia semi-konstytucyjna: Monarcha sprawuje znaczącą władzę wykonawczą i ustawodawczą.
Monarchia absolutna: Monarcha ma nieograniczoną władzę.
System jednopartyjny: Władza jest konstytucyjnie powiązana z jedną partią polityczną.
Junta wojskowa (państwo): Komitet przywódców wojskowych sprawuje kontrolę nad rządem; postanowienia konstytucyjne są zawieszone.
Rządy bez konstytucji: Brak konstytucyjnie zdefiniowanej podstawy dla obecnego reżimu np. rządy tymczasowe lub teokracja islamska
Terytoria zależne lub regiony bez rządów

     Monarchia konstytucyjna z ceremonialną rolą monarchy (z wyjątkiem być może władzy rezerwowej)
     Republika parlamentarna z ceremonialną rolą prezydenta
     Republika parlamentarna z prezydencją wykonawczą zależną od władzy ustawodawczej
     Republika prezydencka
     System parlamentarno-prezydencki: Prezydent jest organem wykonawczym niezależnym od legislatury; szef rządu jest mianowany przez prezydenta i odpowiada przed legislaturą.
     Republika niezależna od zgromadzenia: Szef rządu (prezydent) jest wybierany przez organ ustawodawczy i nie ponosi przed nim odpowiedzialności.
     Republika teokratyczna: Przywódca posiada znaczącą władzę wykonawczą i ustawodawczą
     Monarchia semi-konstytucyjna: Monarcha sprawuje znaczącą władzę wykonawczą i ustawodawczą.
     Monarchia absolutna: Monarcha ma nieograniczoną władzę.
     System jednopartyjny: Władza jest konstytucyjnie powiązana z jedną partią polityczną.
     Junta wojskowa: Komitet przywódców wojskowych sprawuje kontrolę nad rządem; postanowienia konstytucyjne są zawieszone.
     Rządy bez konstytucji: Brak konstytucyjnie zdefiniowanej podstawy dla obecnego reżimu np. rządy tymczasowe lub teokracja islamska
     Terytoria zależne lub regiony bez rządów

## Europa

### Państwa
| Nazwa państwa        | Głowa państwa                         | Forma rządów                        | System rządów                               | Reżim polityczny                                        | Ustrój terytorialny | Więcej o ustroju |
| -------------------- | ------------------------------------- | ----------------------------------- | ------------------------------------------- | ------------------------------------------------------- | ------------------- | ---------------- |
| Albania              | prezydent                             | republika                           | parlamentarny                               | demokracja                                              | państwo unitarne    | (więcej)         |
| Andora               | współksiążęta francuski i episkopalny | monarchia konstytucyjna             | parlamentarny                               | demokracja                                              | państwo unitarne    | (więcej)         |
| Austria              | prezydent                             | republika                           | kanclerski                                  | demokracja                                              | federacja           | (więcej)         |
| Belgia               | król                                  | dziedziczna monarchia konstytucyjna | parlamentarny                               | demokracja                                              | federacja           | (więcej)         |
| Białoruś             | prezydent                             | republika                           | semiprezydencki                             | demokracja (konstytucyjnie) autorytaryzm (praktycznie)  | państwo unitarne    | (więcej)         |
| Bośnia i Hercegowina | prezydium (prezydencja kolektywna)    | republika                           | semiprezydencki                             | demokracja                                              | federacja           | (więcej)         |
| Bułgaria             | prezydent                             | republika                           | parlamentarny                               | demokracja                                              | państwo unitarne    | (więcej)         |
| Chorwacja            | prezydent                             | republika                           | parlamentarny                               | demokracja                                              | państwo unitarne    | (więcej)         |
| Czarnogóra           | prezydent                             | republika                           | parlamentarny                               | demokracja                                              | państwo unitarne    | (więcej)         |
| Czechy               | prezydent                             | republika                           | parlamentarny                               | demokracja                                              | państwo unitarne    | (więcej)         |
| Dania                | królowa                               | dziedziczna monarchia konstytucyjna | parlamentarny                               | demokracja                                              | państwo unitarne    | (więcej)         |
| Estonia              | prezydent                             | republika                           | parlamentarny                               | demokracja                                              | państwo unitarne    | (więcej)         |
| Finlandia            | prezydent                             | republika                           | semiprezydencki                             | demokracja                                              | państwo unitarne    | (więcej)         |
| Francja              | prezydent                             | republika                           | semiprezydencki                             | demokracja                                              | państwo unitarne    | (więcej)         |
| Grecja               | prezydent                             | republika                           | parlamentarny                               | demokracja                                              | państwo unitarne    | (więcej)         |
| Hiszpania            | król                                  | dziedziczna monarchia parlamentarna | parlamentarny                               | demokracja                                              | państwo unitarne    | (więcej)         |
| Holandia             | król                                  | dziedziczna Monarchia konstytucyjna | parlamentarny                               | demokracja                                              | państwo unitarne    | (więcej)         |
| Irlandia             | prezydent                             | republika                           | parlamentarny                               | demokracja                                              | państwo unitarne    | (więcej)         |
| Islandia             | prezydent                             | republika                           | parlamentarny                               | demokracja                                              | państwo unitarne    | (więcej)         |
| Liechtenstein        | książę                                | dziedziczna monarchia konstytucyjna | parlamentarny z silną pozycją głowy państwa | demokracja                                              | państwo unitarne    | (więcej)         |
| Litwa                | prezydent                             | republika                           | parlamentarny                               | demokracja                                              | państwo unitarne    | (więcej)         |
| Luksemburg           | wielki książę                         | dziedziczna monarchia konstytucyjna | parlamentarny                               | demokracja                                              | państwo unitarne    | (więcej)         |
| Łotwa                | prezydent                             | republika                           | parlamentarny                               | demokracja                                              | państwo unitarne    | (więcej)         |
| Macedonia Północna   | prezydent                             | republika                           | parlamentarny                               | demokracja                                              | państwo unitarne    | (więcej)         |
| Malta                | prezydent                             | republika                           | parlamentarny                               | demokracja                                              | państwo unitarne    | (więcej)         |
| Mołdawia             | prezydent                             | republika                           | parlamentarny                               | demokracja nieustabilizowana                            | państwo unitarne    | (więcej)         |
| Monako               | książę                                | dziedziczna monarchia konstytucyjna | parlamentarny z silną pozycją głowy państwa | demokracja                                              | państwo unitarne    | (więcej)         |
| Niemcy               | prezydent                             | republika                           | kanclerski                                  | demokracja                                              | federacja           | (więcej)         |
| Norwegia             | król                                  | dziedziczna monarchia konstytucyjna | parlamentarny                               | demokracja                                              | państwo unitarne    | (więcej)         |
| Polska               | prezydent                             | republika                           | parlamentarny                               | demokracja                                              | państwo unitarne    | (więcej)         |
| Portugalia           | prezydent                             | republika                           | parlamentarny                               | demokracja                                              | państwo unitarne    | (więcej)         |
| Rosja                | prezydent                             | republika                           | semiprezydencki                             | demokracja (konstytucyjnie), autorytaryzm (praktycznie) | federacja           | (więcej)         |
| Rumunia              | prezydent                             | republika                           | semiprezydencki                             | demokracja                                              | państwo unitarne    | (więcej)         |
| San Marino           | kapitanowie regenci                   | republika                           | parlamentarny                               | demokracja                                              | państwo unitarne    | (więcej)         |
| Serbia               | prezydent                             | republika                           | parlamentarny                               | demokracja                                              | państwo unitarne    | (więcej)         |
| Słowacja             | prezydent                             | republika                           | parlamentarny                               | demokracja                                              | państwo unitarne    | (więcej)         |
| Słowenia             | prezydent                             | republika                           | parlamentarny                               | demokracja                                              | państwo unitarne    | (więcej)         |
| Szwajcaria           | prezydent                             | republika                           | parlamentarno-komitetowy                    | demokracja                                              | federacja           | (więcej)         |
| Szwecja              | król                                  | dziedziczna monarchia konstytucyjna | parlamentarny                               | demokracja                                              | państwo unitarne    | (więcej)         |
| Ukraina              | prezydent                             | republika                           | semiprezydencki                             | demokracja nieustabilizowana                            | państwo unitarne    | (więcej)         |
| Watykan              | papież                                | elekcyjna monarchia absolutna       | teokracja                                   | teokracja                                               | państwo unitarne    | (więcej)         |
| Węgry                | prezydent                             | republika                           | parlamentarny                               | demokracja                                              | państwo unitarne    | (więcej)         |
| Wielka Brytania      | król lub królowa                      | dziedziczna monarchia parlamentarna | system gabinetowo-parlamentarny             | demokracja                                              | państwo unitarne    | (więcej)         |
| Włochy               | prezydent                             | republika                           | parlamentarny                               | demokracja                                              | państwo unitarne    | (więcej)         |

### Terytoria zależne
- Ustrój polityczny Gibraltaru
- Ustrój polityczny Guernsey
- Ustrój polityczny Jersey
- Ustrój polityczny Wyspy Man
- Ustrój polityczny Wysp Owczych

## Afryka

### Państwa
| Lp. | Państwo                           | Ustrój polityczny       | Więcej o ustroju                                    |
| 1   | Algieria                          | republika               | Ustrój polityczny Algierii                          |
| 2   | Angola                            | republika               | Ustrój polityczny Angoli                            |
| 3   | Benin                             | republika               | Ustrój polityczny Beninu                            |
| 4   | Botswana                          | republika               | Ustrój polityczny Botswany                          |
| 5   | Burkina Faso                      | republika               | Ustrój polityczny Burkina Faso                      |
| 6   | Burundi                           | republika               | Ustrój polityczny Burundi                           |
| 7   | Czad                              | republika               | Ustrój polityczny Czadu                             |
| 8   | Demokratyczna Republika Konga     | republika               | Ustrój polityczny Demokratycznej Republiki Konga    |
| 9   | Dżibuti                           | republika               | Ustrój polityczny Dżibuti                           |
| 10  | Egipt                             | republika               | Ustrój polityczny Egiptu                            |
| 11  | Erytrea                           | przejściowy (republika) | Ustrój polityczny Erytrei                           |
| 12  | Etiopia                           | republika federalna     | Ustrój polityczny Etiopii                           |
| 13  | Gabon                             | republika               | Ustrój polityczny Gabonu                            |
| 14  | Gambia                            | republika               | Ustrój polityczny Gambii                            |
| 15  | Ghana                             | republika               | Ustrój polityczny Ghany                             |
| 16  | Gwinea                            | republika               | Ustrój polityczny Gwinei                            |
| 17  | Gwinea Bissau                     | republika               | Ustrój polityczny Gwinei Bissau                     |
| 18  | Gwinea Równikowa                  | republika               | Ustrój polityczny Gwinei Równikowej                 |
| 19  | Kamerun                           | republika               | Ustrój polityczny Kamerunu                          |
| 20  | Kenia                             | republika               | Ustrój polityczny Kenii                             |
| 21  | Komory                            | republika               | Ustrój polityczny Komorów                           |
| 22  | Kongo                             | republika               | Ustrój polityczny Konga                             |
| 23  | Lesotho                           | monarchia konstytucyjna | Ustrój polityczny Lesotho                           |
| 24  | Liberia                           | republika               | Ustrój polityczny Liberii                           |
| 25  | Libia                             | republika               | Ustrój polityczny Libii                             |
| 26  | Madagaskar                        | republika               | Ustrój polityczny Madagaskaru                       |
| 27  | Malawi                            | republika               | Ustrój polityczny Malawi                            |
| 28  | Mali                              | republika               | Ustrój polityczny Mali                              |
| 29  | Maroko                            | monarchia konstytucyjna | Ustrój polityczny Maroka                            |
| 30  | Mauretania                        | republika               | Ustrój polityczny Mauretanii                        |
| 31  | Mauritius                         | republika               | Ustrój polityczny Mauritiusa                        |
| 32  | Mozambik                          | republika               | Ustrój polityczny Mozambiku                         |
| 33  | Namibia                           | republika               | Ustrój polityczny Namibii                           |
| 34  | Niger                             | republika               | Ustrój polityczny Nigru                             |
| 35  | Nigeria                           | republika federalna     | Ustrój polityczny Nigerii                           |
| 36  | Południowa Afryka                 | republika               | Ustrój polityczny Republiki Południowej Afryki      |
| 37  | Republika Środkowoafrykańska      | republika               | Ustrój polityczny Republiki Środkowoafrykańskiej    |
| 38  | Republika Zielonego Przylądka     | republika               | Ustrój polityczny Republiki Zielonego Przylądka     |
| 39  | Rwanda                            | republika               | Ustrój polityczny Rwandy                            |
| 40  | Senegal                           | republika               | Ustrój polityczny Senegalu                          |
| 41  | Seszele                           | republika               | Ustrój polityczny Seszeli                           |
| 42  | Sierra Leone                      | republika               | Ustrój polityczny Sierra Leone                      |
| 43  | Somalia                           | republika               | Ustrój polityczny Somalii                           |
| 44  | Eswatini                          | monarchia absolutna     | Ustrój polityczny Eswatini                          |
| 45  | Sudan                             | republika               | Ustrój polityczny Sudanu                            |
| 46  | Sudan Południowy                  | republika               | Ustrój polityczny Sudanu Południowego               |
| 47  | Tanzania                          | republika federacyjna   | Ustrój polityczny Tanzanii                          |
| 48  | Togo                              | republika               | Ustrój polityczny Togo                              |
| 49  | Tunezja                           | republika               | Ustrój polityczny Tunezji                           |
| 50  | Uganda                            | republika               | Ustrój polityczny Ugandy                            |
| 51  | Wybrzeże Kości Słoniowej          | republika               | Ustrój polityczny Wybrzeża Kości Słoniowej          |
| 52  | Wyspy Świętego Tomasza i Książęca | republika               | Ustrój polityczny Wysp Świętego Tomasza i Książęcej |
| 53  | Zambia                            | republika               | Ustrój polityczny Zambia                            |
| 54  | Zimbabwe                          | republika               | Ustrój polityczny Zimbabwe                          |

### Terytoria zależne
| Lp. | Terytorium                               | Status                               | Więcej o ustroju                    |
| 1   | Brytyjskie Terytorium Oceanu Indyjskiego | terytorium zależne Wielkiej Brytanii | Ustrój polityczny BTOI              |
| 2   | Madera                                   | terytorium autonomiczne Portugalii   | Ustrój polityczny Madery            |
| 3   | Majotta                                  | zbiorowość zamorska Francji          | Ustrój polityczny Madery            |
| 4   | Reunion                                  | departament zamorski Francji         | Ustrój polityczny Reunionu          |
| 5   | Sahara Zachodnia                         | republika prezydencka                | Ustrój polityczny Sahary Zachodniej |
| 6   | Somaliland                               | republika                            | Ustrój polityczny Somalilandu       |
| 7   | Święta Helena                            | terytorium zależne Wielkiej Brytanii | Ustrój polityczny Świętej Heleny    |

## Ameryka Południowa

### Państwa
| Lp. | Państwo   | Ustrój polityczny   | Więcej o ustroju            |
| 1   | Argentyna | republika           | Ustrój polityczny Argentyny |
| 2   | Brazylia  | republika federalna | Ustrój polityczny Brazylii  |
| 3   | Boliwia   | republika           | Ustrój polityczny Boliwii   |
| 4   | Chile     | republika           | Ustrój polityczny Chile     |
| 5   | Ekwador   | republika           | Ustrój polityczny Ekwadoru  |
| 6   | Gujana    | republika           | Ustrój polityczny Gujany    |
| 7   | Kolumbia  | republika           | Ustrój polityczny Kolumbii  |
| 8   | Paragwaj  | republika           | Ustrój polityczny Paragwaju |
| 9   | Peru      | republika           | Ustrój polityczny Peru      |
| 10  | Surinam   | republika           | Ustrój polityczny Surinamu  |
| 11  | Urugwaj   | republika           | Ustrój polityczny Urugwaju  |
| 12  | Wenezuela | republika           | Ustrój polityczny Wenezueli |

### Terytoria zależne
| Lp. | Terytorium       | Status                               | Więcej o ustroju                     |
| 1   | Gujana Francuska | departament zamorski                 | Ustrój polityczny Gujany Francuskiej |
| 2   | Falklandy        | terytorium zależne Wielkiej Brytanii | Ustrój polityczny Falkland           |

## Ameryka Północna

### Państwa
- Ustrój polityczny Antigui i Barbudy
- Ustrój polityczny Bahamów
- Ustrój polityczny Barbadosu
- Ustrój polityczny Belize
- Ustrój polityczny Dominiki
- Ustrój polityczny Dominikany
- Ustrój polityczny Grenady
- Ustrój polityczny Gwatemali
- Ustrój polityczny Haiti
- Ustrój polityczny Hondurasu
- Ustrój polityczny Jamajki
- Ustrój polityczny Kanady
- Ustrój polityczny Kostaryki
- Ustrój polityczny Kuby
- Ustrój polityczny Meksyku
- Ustrój polityczny Nikaragui
- Ustrój polityczny Panamy
- Ustrój polityczny Saint Kitts i Nevis
- Ustrój polityczny Saint Lucia
- Ustrój polityczny Saint Vinvent i Grenadyny
- Ustrój polityczny Salwadoru
- Ustrój polityczny Stanów Zjednoczonych
- Ustrój polityczny Trynidadu i Tobago

### Terytoria zależne
- Ustrój polityczny Anguilli
- Ustrój polityczny Antyli Holenderskich
- Ustrój polityczny Aruby
- Ustrój polityczny Bermudów
- Ustrój polityczny Brytyjskich Wysp Dziewiczych
- Ustrój polityczny Grenlandii
- Ustrój polityczny Gwadelupy
- Ustrój polityczny Kajmanów
- Ustrój polityczny Martyniki
- Ustrój polityczny Montserrat
- Ustrój polityczny Navassy
- Ustrój polityczny Portoryko
- Ustrój polityczny Saint-Barthélemy
- Ustrój polityczny Saint-Martin
- Ustrój polityczny Saint-Pierre i Miquelon
- Ustrój polityczny Turks i Caicos
- Ustrój polityczny Wysp Dziewiczych Stanów Zjednoczonych

## Azja
| Państwo          | Model ustrojowy                                           | Reżim polityczny | Więcej o ustroju |
| Afganistan       | republika islamska                                        | państwo niestabilne politycznie i administracyjnie | (więcej)         |
| Arabia Saudyjska | dziedziczna monarchia                                     | absolutyzm | (więcej)         |
| Armenia          | republika; model parlamentarny                            | demokracja nieustabilizowana | (więcej)         |
| Azerbejdżan      | republika; model parlamentarny z silną pozycją prezydenta | standardy demokracji nie są respektowane; koncentracja władzy w rękach prezydenta | (więcej)         |
| Bahrajn          | dziedziczna monarchia konstytucyjna                       | absolutyzm | (więcej)         |
| Bangladesz       | republika ludowa; model parlamentarny                     | standardy demokracji nie są respektowane; system władzy ograniczony konfliktem polityczno-religijnym pomiędzy islamistami a zwolennikami świeckiego modelu państwa                       | (więcej)         |
| Brunei           | dziedziczny sułtanat konstytucyjny                        | absolutyzm | (więcej)         |
| Chiny            | republika ludowo-demokratyczna; ustrój komunistyczny      | autorytaryzm | (więcej)         |
| Cypr             | republika; model prezydencki                              | demokracja | (więcej)         |
| Filipiny         | republika; model prezydencki                              | standardy demokracji nie są respektowane; system władzy ograniczony działalnością ekstremistów islamskich na południu kraju                                                              | (więcej)         |
| Gruzja           | republika; model prezydencki                              | ewolucja w kierunku demokracji | (więcej)         |
| Indie            | republika; model parlamentarny                            | demokracja | (więcej)         |
| Indonezja        | republika; model prezydencki                              | standardy demokracji nie są respektowane | (więcej)         |
| Irak             | tymczasowe organy władzy                                  | państwo niestabilne politycznie i administracyjnie; dotychczasowe struktury państwa zostały rozwiązane; kształtowanie nowych organów władzy odbywa się pod nadzorem sił międzynarodowych | (więcej)         |
| Iran             | republika islamska; model teokratyczny                    | teokracja | (więcej)         |
| Mjanma           | republika federalna; model dyktatorski                    | dyktaturalny system prezydencki | (więcej)         |

- Ustrój polityczny Izraela
- Ustrój polityczny Japonii
- Ustrój polityczny Jordanii
- Ustrój polityczny Kambodży
- Ustrój polityczny Kataru
- Ustrój polityczny Kazachstanu
- Ustrój polityczny Kuwejtu
- Ustrój polityczny Kirgistanu
- Ustrój polityczny Laosu
- Ustrój polityczny Libanu
- Ustrój polityczny Malediwów
- Ustrój polityczny Malezji
- Ustrój polityczny Mongolii
- Ustrój polityczny Nepalu
- Ustrój polityczny Omanu
- Ustrój polityczny Pakistanu
- Ustrój polityczny Korei Południowej
- Ustrój polityczny Korei Północnej
- Ustrój polityczny Singapuru
- Ustrój polityczny Sri Lanki
- Ustrój polityczny Syrii
- Ustrój polityczny Tadżykistanu
- Ustrój polityczny Tajlandii
- Ustrój polityczny Turcji
- Ustrój polityczny Turkmenistanu
- Ustrój polityczny Uzbekistanu
- Ustrój polityczny Timoru Wschodniego
- Ustrój polityczny Wietnamu
- Ustrój polityczny Zjednoczonych Emiratów Arabskich

## Australia i Oceania

### Państwa
- Ustrój polityczny Australii
- Ustrój polityczny Fidżi
- Ustrój polityczny Kiribati
- Ustrój polityczny Mikronezji
- Ustrój polityczny Nauru
- Ustrój polityczny Nowej Zelandii
- Ustrój polityczny Palau
- Ustrój polityczny Papui-Nowej Gwinei
- Ustrój polityczny Samoa
- Ustrój polityczny Tonga
- Ustrój polityczny Tuvalu
- Ustrój polityczny Vanuatu
- Ustrój polityczny Wysp Marshalla
- Ustrój polityczny Wysp Salomona

### Terytoria zależne
- Ustrój polityczny Australijskiego Terytorium Antarktycznego
- Ustrój polityczny Norfolku
- Ustrój polityczny Wyspy Bożego Narodzenia
- Ustrój polityczny Wysp Ashmore i Cartiera
- Ustrój polityczny Wysp Heard i McDonalda
- Ustrój polityczny Wysp Morza Koralowego
- Ustrój polityczny Dependencji Rossa
- Ustrój polityczny Niue
- Ustrój polityczny Tokelau
- Ustrój polityczny Wysp Cooka

## Ustroje historyczne
- Ustrój polityczny Galicji